# География Эстонии

Карта Эстонии

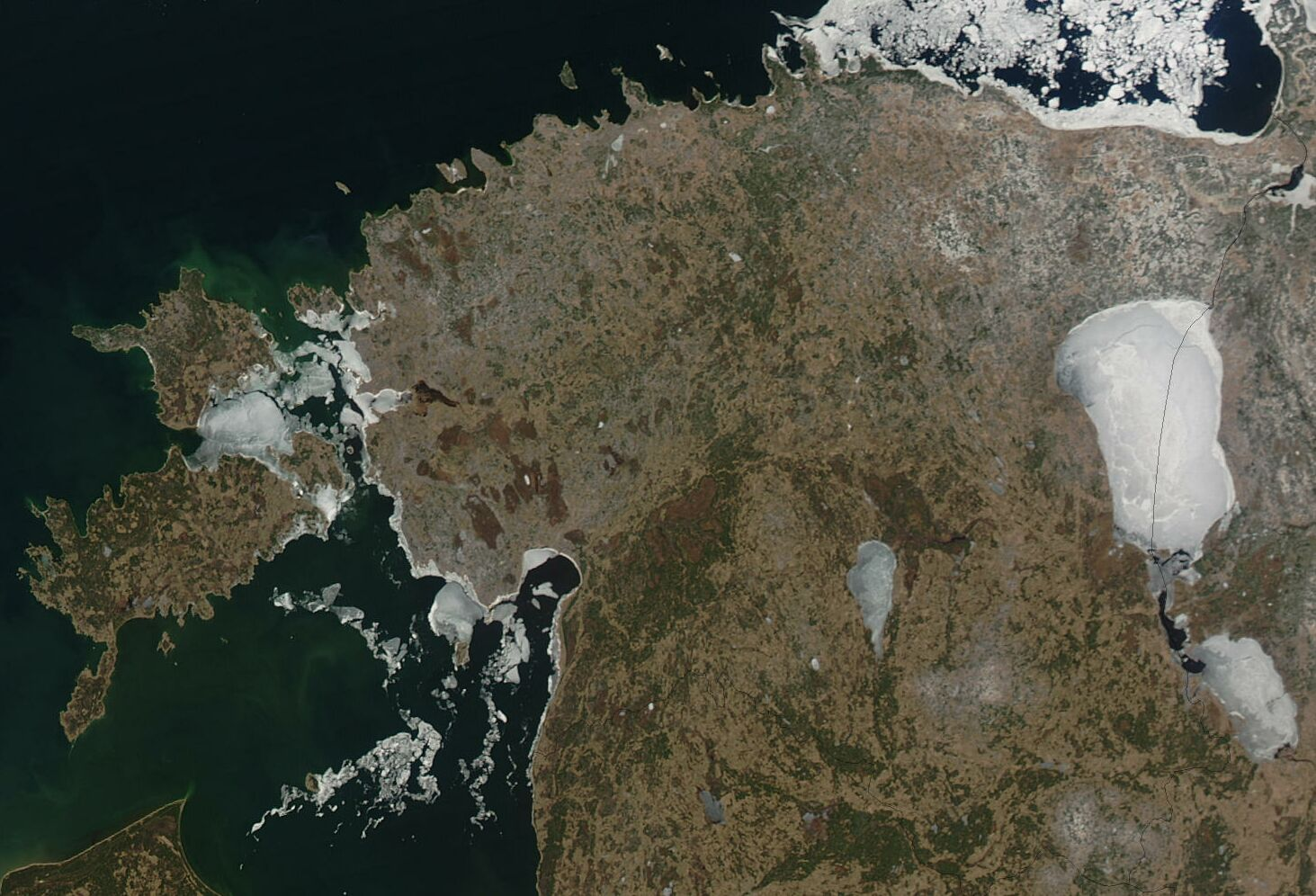
Эстония из космоса, 2004

Эсто́ния — государство в северной части Европы, на северо-восточном побережье Балтийского моря. Омывается с севера водами Финского залива, с запада Балтийским морем и Рижским заливом.
Площадь Эстонии 45 226 км², протяжённость с севера на юг составляет 240 км, а с запада на восток 350 км.
Общая протяжённость границы — 633 км.
Протяжённость границ с Латвией — 339 км, Россией — 294 км.
В состав Эстонии входит 1521 остров в акватории Балтийского моря общей площадью 4,2 тыс. км². Самые крупные из них — Сааремаа и Хийумаа, а также Муху, Вормси, Кихну и др., входящие в состав Моонзундского архипелага (Моондсуу). Несмотря на значительную площадь, на островах проживает менее 5 % населения страны. Реки Эстонии невелики, но достаточно полноводны.
Поверхность низменная холмистая и болотистая местность .
Самая высокая точка — г. Суур-Мунамяги (Suur-Munamägi) 318 м.
Самой западной точкой страны является остров Ноотамаа.

## Водные ресурсы

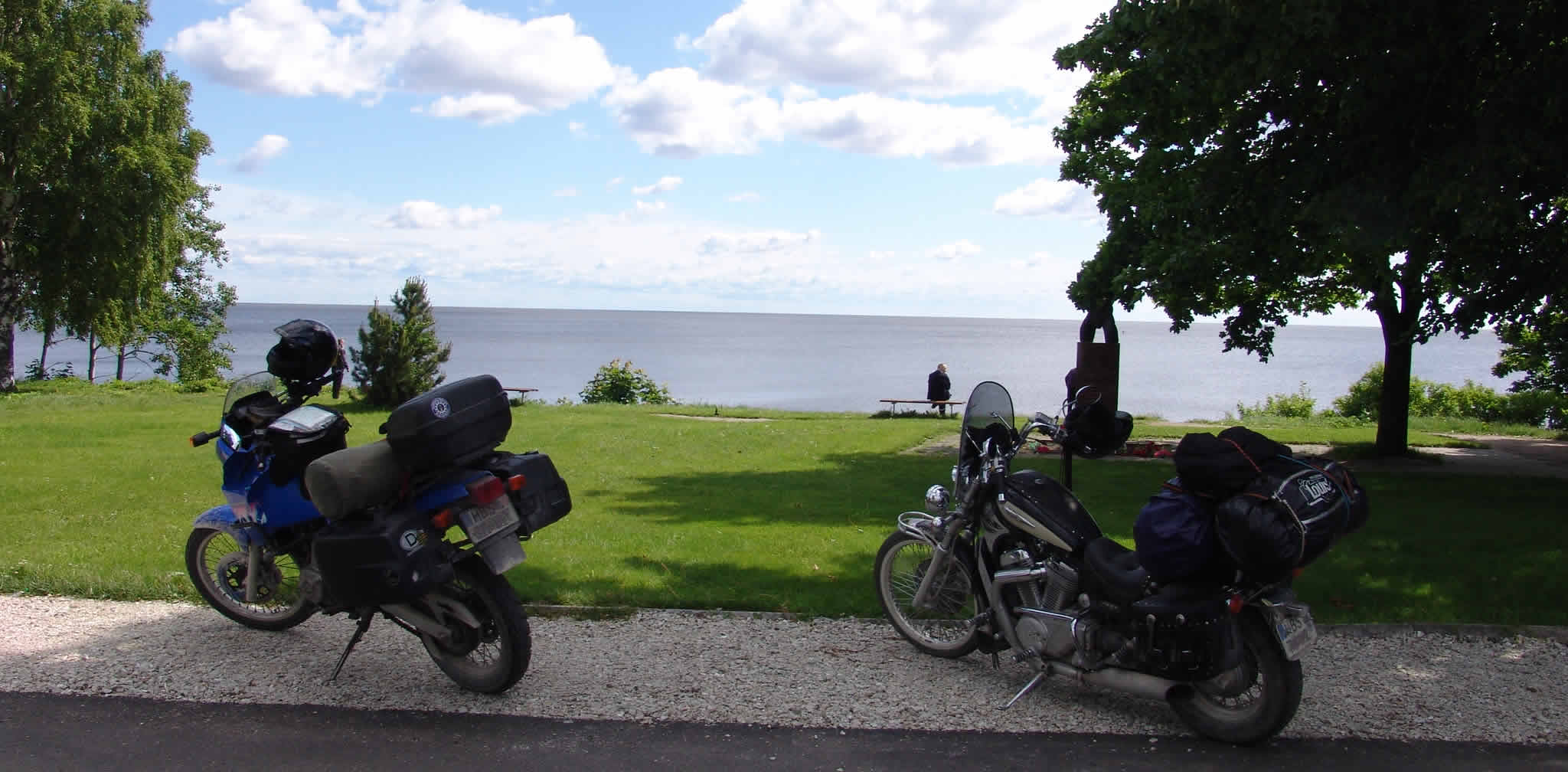
Чудское озеро в районе города Калласте, уезд Тартумаа.

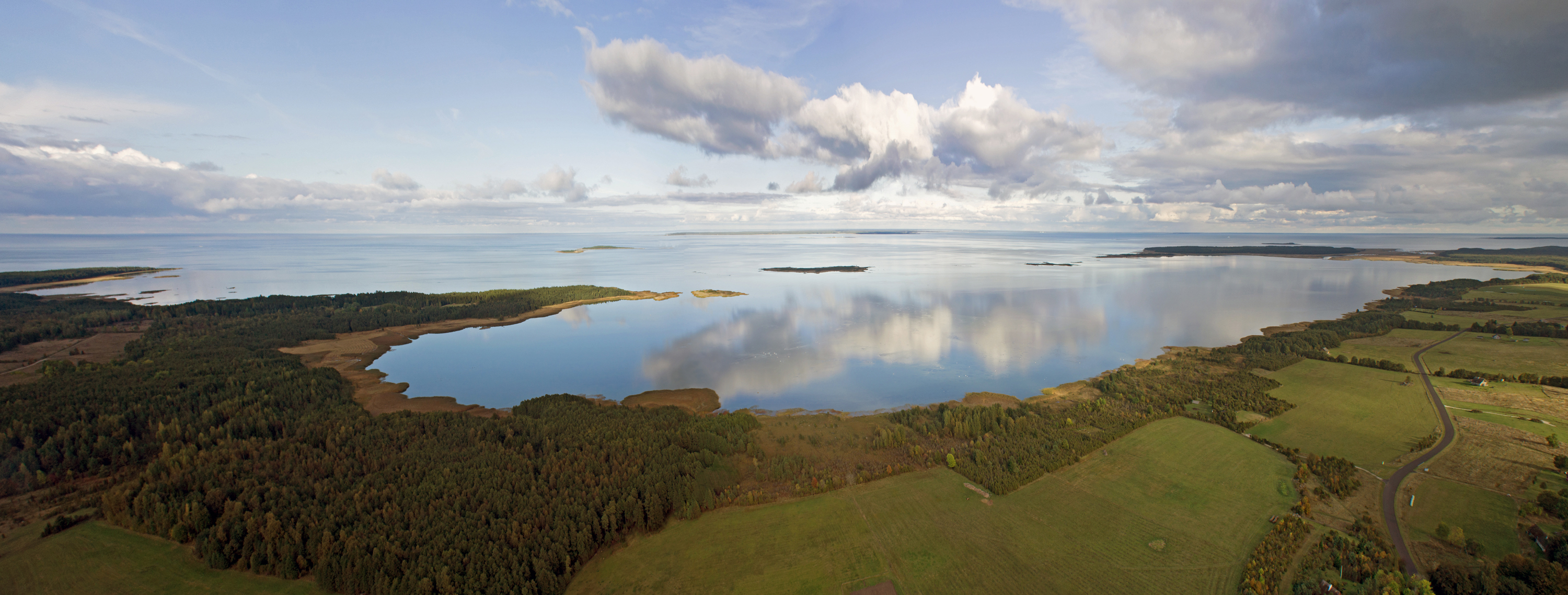
Залив Хелламаа, остров Хийумаа.

Эстония располагает густой речной сетью. Реки северной и западной Эстонии (Нарва, Пирита, Казари, Пярну и др.) впадают непосредственно в заливы Балтийского моря, а реки восточной Эстонии имеют сток во внутренние водоёмы: в озеро Выртсъярв на юге (р. Пыльтсамаа) и Чудское озеро (р. Эмайыги) и Псковское озеро на востоке. Самая длинная река — Выханду имеет протяжённость 162 км и впадает в Тёплое озеро. Наиболее многоводные реки — Нарва, через которую сток Чудского озера направляется в Финский залив, и Эмайыги. Судоходна только р. Эмайыги, причём ниже города Тарту. Во время весенних паводков уровень воды в реках значительно повышается (до 5 м).
Озёра Эстонии занимают около 5 % территории страны, всего их насчитывается более 1100, почти все они имеют ледниковое происхождение. По более точной информации, в Эстонии примерно 1200 естественных озёр (имеющих площадь более одного гектара, то есть 0,01 км²) и они занимают 4,7 % площади страны. Крупнейшее озеро страны Чудское (или Пейпси) расположено на востоке и образует природную и историческую границу с Россией. Площадь Чудского озера 3555 км², из них 1616 км² (44,2 %) принадлежат Эстонии. Самый крупный внутренний водоём Эстонии — озеро Выртсъярв, имеющее площадь 269 км².

## Флора

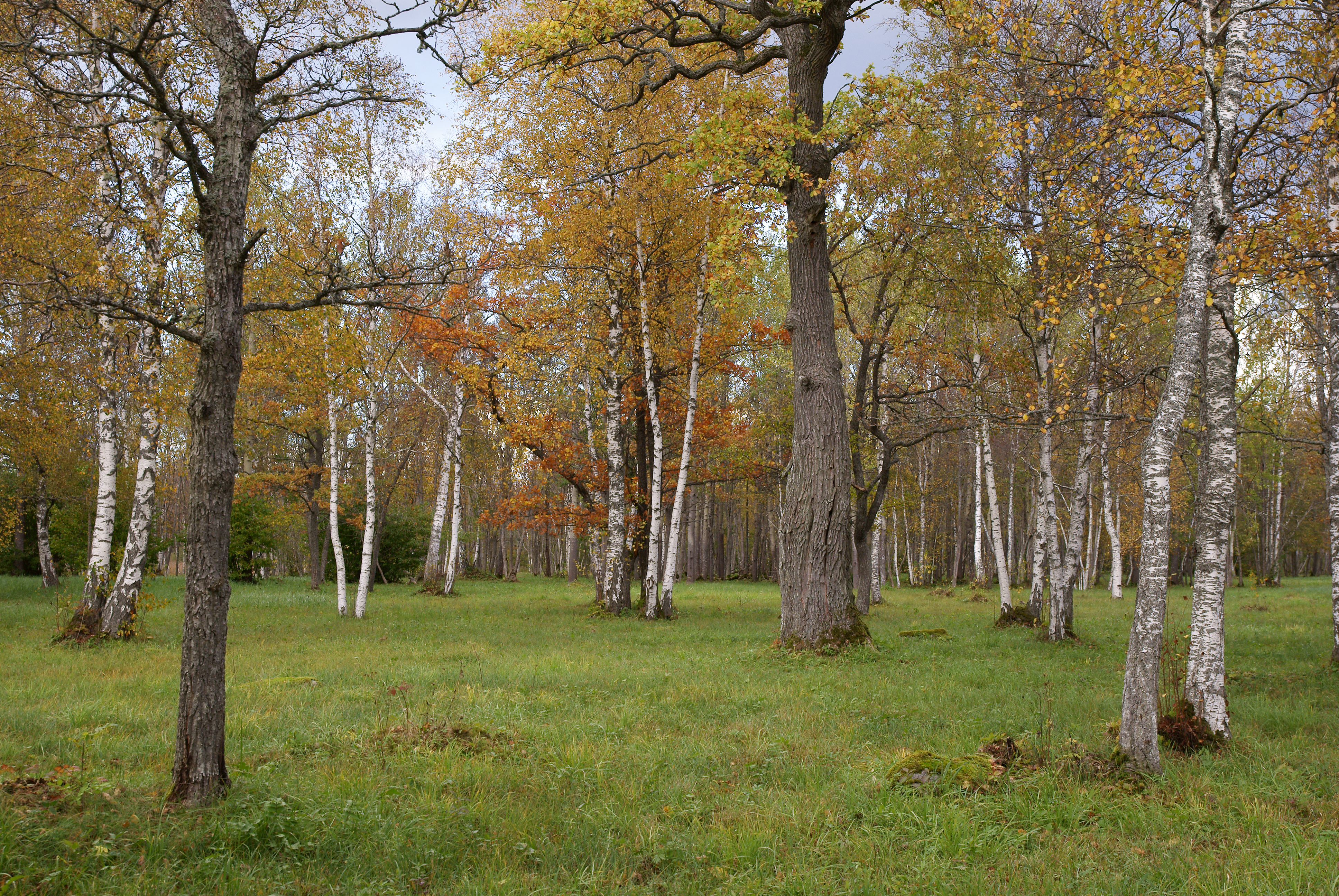
На луге Лаелату на 1 м² встречается 76 видов флоры. Это 2-е место в мире по количеству видов на 1 м²

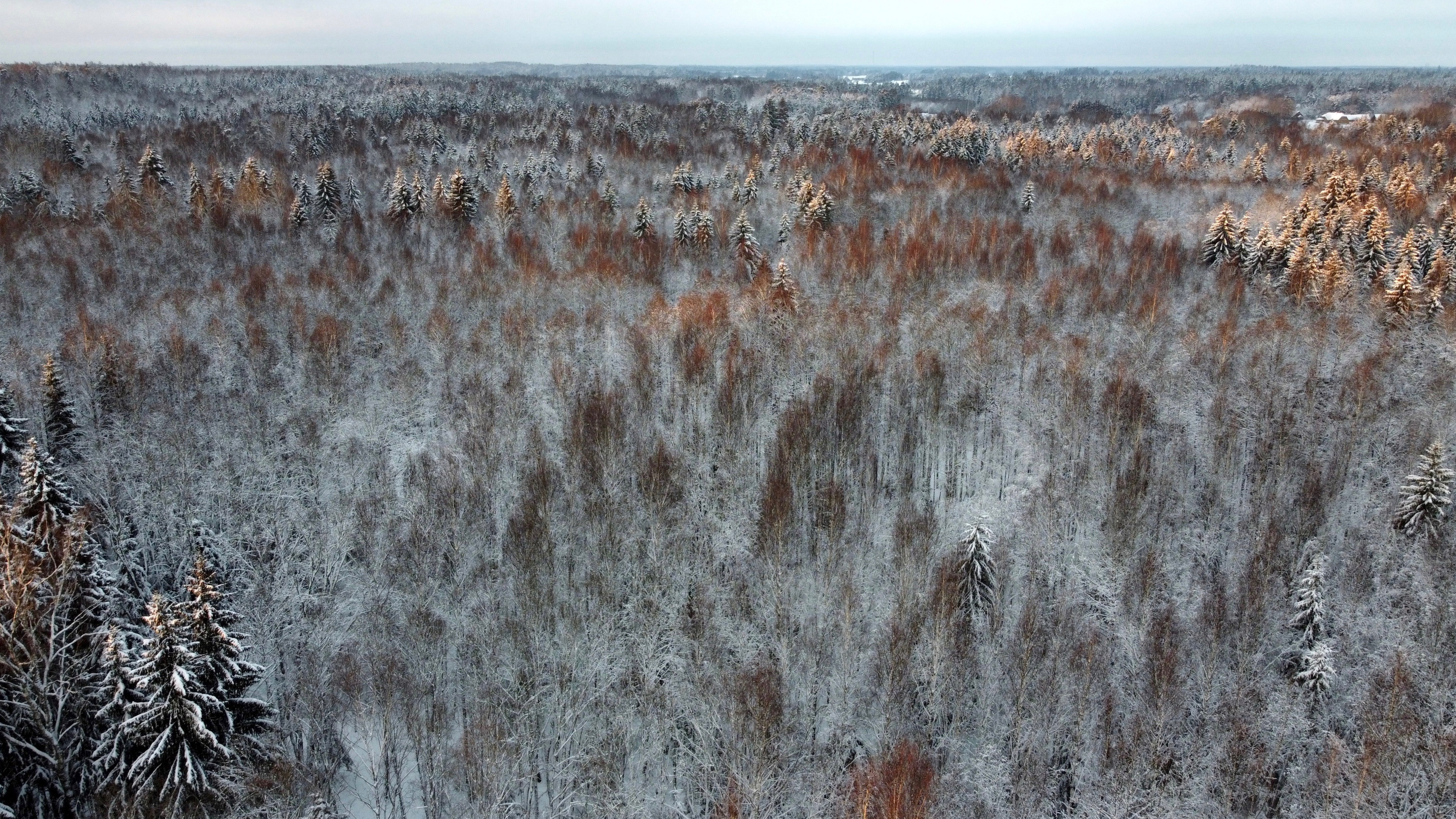
Леса Эстонии зимой

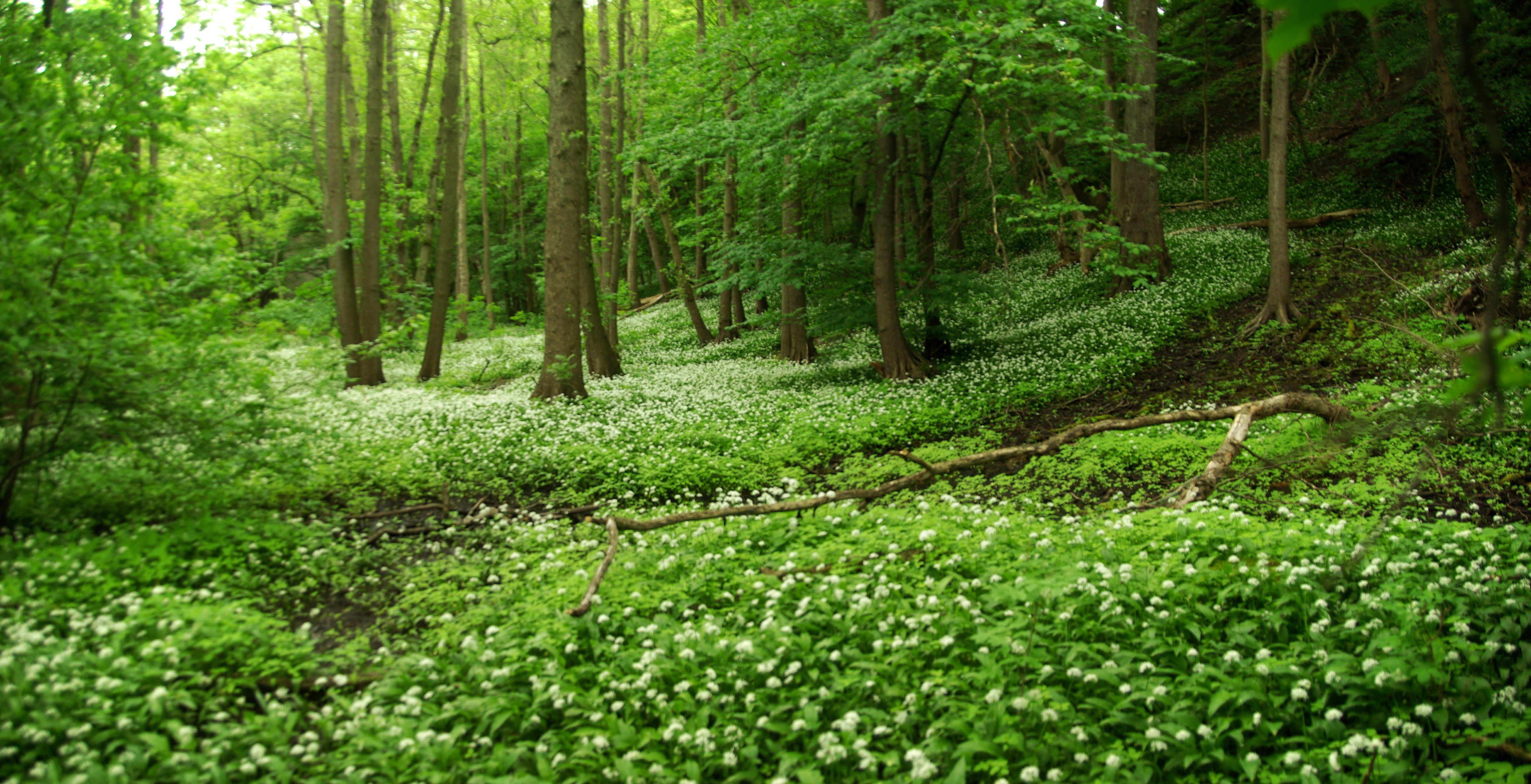
Лиственный лес в Эстонии

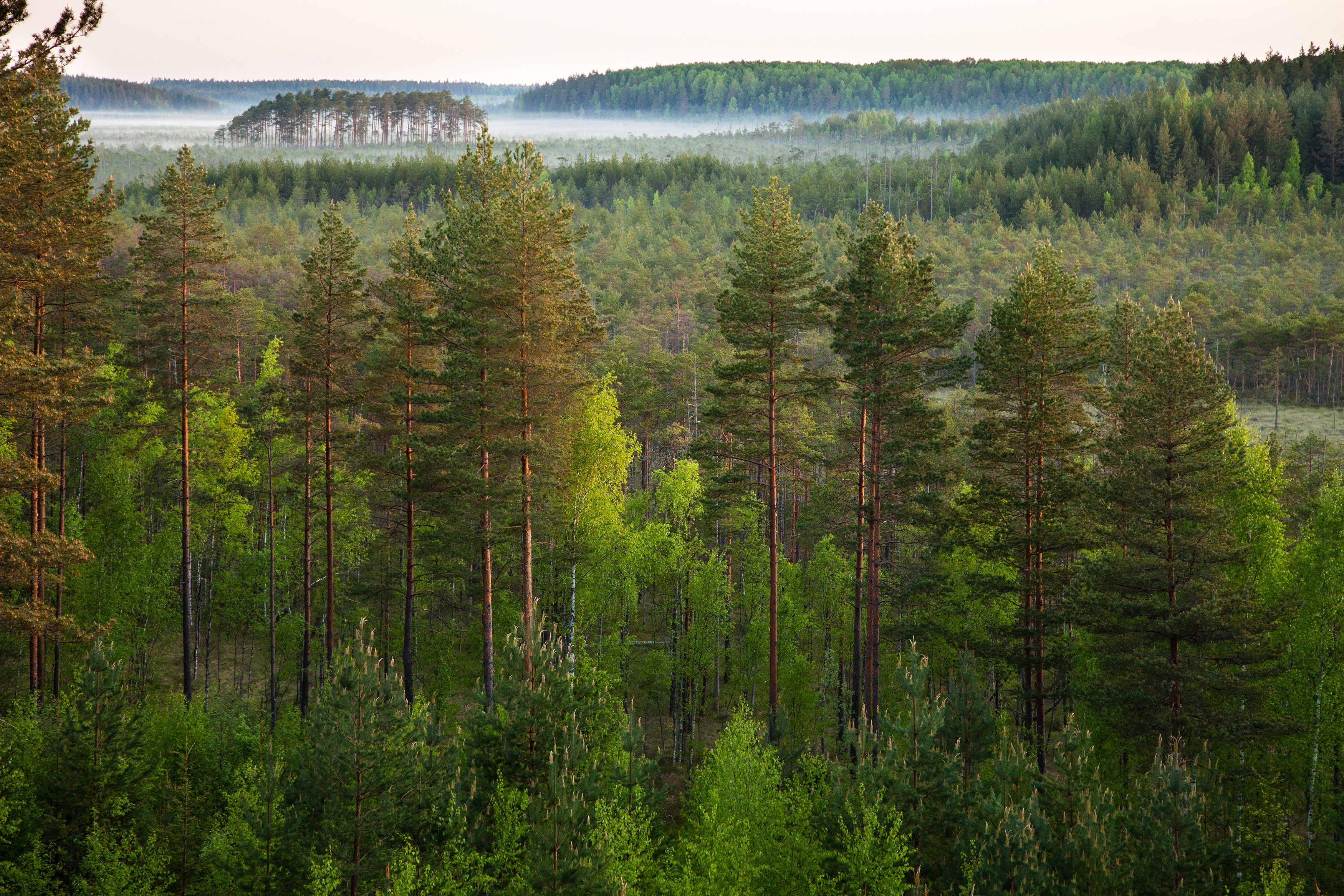
Хвойные леса в Эстонии

По данным всемирной книги фактов ЦРУ по состоянию на 2018 год леса покрывают 52,1 % территории Эстонии. Через Эстонию проходит граница растительно-географических провинций Восточной и Центральной Европы: почти 35 % общего числа всех видов или подвидов в Эстонии находятся на границе своей зоны распространения. Большинство видов, добравшихся до границ ареала, располагаются на северной, северо-восточной или восточной границе (например, шпажник черепитчатый, ирис сибирский, кокушник ароматнейший, пыльцеголовник белый и красный, плющ, терновник), что говорит о преимущественно европейском происхождении эстонской растительности. Тем не менее, здесь распространены и виды, растущие на западной, северо-западной или южной границе (мерингия бокоцветковая, бузульник, княженика обыкновенная).
Оказавшиеся на границе ареала растения проникли в Эстонию в разные климатические периоды и их называют реликтами соответствующего периода. В Эстонии встречаются и некоторые виды растений, развившиеся именно здесь: из присущих только Эстонии видов растений хорошо известен сааремааский погремок, менее известна соссюрея эстонская. Фактически в Эстонии выделяют 83 распространенных лишь здесь вида или подвида, большинство из которых относятся к маленькому виду семейства ястребинки. Со временем к древним растениям добавилось множество видов, распространению которых способствовала деятельность человека. Преимущественно из-за сельского хозяйства и грузоперевозок распространились многие сорняки. Многие луговые растения (лютик едкий, щучка дернистая и нивяник обыкновенный) укоренились в Эстонии значительно раньше. Из низших растений в Эстонии обнаружено более 2500 видов водорослей и 680 видов лишайника. Согласно последним данным, флора Эстонии представлена 1441 видом сосудистых растений, вместе с подвидами их насчитывается 1538 видов.

## Фауна
Видовое разнообразие дикой фауны невелико — ок. 60 видов млекопитающих. Наиболее многочисленны лоси (ок. 7000 особей), косули (43 000), зайцы, кабаны (11 000). В 1950—1960-х интродуцированы марал, благородный олень, енотовидная собака. В наиболее крупных лесных массивах во многих районах Эстонии водятся бурый медведь (ок. 800 особей) и рысь (ок. 1000 особей). В лесах водятся также лисицы, лесная куница, барсук, белки. Распространены лесной хорёк, горностай, ласка, по берегам водоёмов — европейская норка и выдра. Весьма обычны ёж, бурозубка, крот.
Наиболее разнообразна орнитофауна. Она насчитывает 331 вид, причём 207 видов гнездятся постоянно в Эстонии (ок. 60 обитают круглый год). Наиболее многочисленны глухарь и рябчики (в хвойных лесах), вальдшнеп (на болотах), тетерев (на лесных полянах), лысуха, выпь, пастушок, камышовки, кряква и другие утки (на озёрах и морском побережье), а также неясыть, дятлы, жаворонки, пустельга. Под охраной находятся такие редкие виды птиц, как орлан-белохвост, беркут, змееяд, большой и малый подорлик, скопа, белый и чёрный аист, серый журавль. На островах западного архипелага гнездятся обыкновенная гага, хохлатая чернеть, широконоска, большой крохаль, турпан, серый гусь, чайки. Особенно многочисленны птицы во время весеннего и осеннего массового пролёта к местам летних гнездовий или на зимовку в тропические страны.
Встречаются 3 вида ящериц и 2 вида змей, в том числе обыкновенная гадюка (см. Список пресмыкающихся Эстонии).
В пресных водоёмах и прибрежных водах обитают более 70 видов рыб (карповые, лососёвые, снеток, ряпушка, чудской сиг, лещ, плотва, окунь, судак, щука, налим, форель, карась, линь, сазан, салака, килька, треска, камбала, морской сиг, угорь и др.). Многие из них имеют промысловое значение.